# 張延廷
張延廷（1960年4月19日—），中華民國退役將領及政治學學者，生於臺南、籍貫山東青島，退役前官拜空軍中將，現任國立清華大學沈崇誨榮譽講座教授、國立政治大學TCSS顧問、國家政策研究基金會顧問、中國國民黨臺北市黨部副主委。其軍伍生涯擁有多次攔截蘇聯空軍軍機闖入中華民國領空的紀錄，亦曾多次飛往大陸地區偵照；投身學術界後早年研究領域為政治思想與政治哲學，近年則多集中於政策評估與國際政治；2024年初開設YouTube頻道「張延廷將軍」分享時事評論。

## 軍旅生涯
張延廷入伍初期擔任F-5E戰鬥機飛行員，曾攔截闖入領空的蘇聯空軍轟炸機、運輸機和飛彈驅逐艦，後調至12隊改飛F-104偵察機，多次駕機飛往大陸地區偵察中國人民解放軍機場、雷達站、港口等軍用設施，最遠北至浙江溫州機場，南至廣東澄海機場，東至釣魚台。其軍伍生涯中曾出任過的軍職包括空軍副司令、空軍司令部政戰主任、參謀本部聯二次長、空軍官校校長、國防部整評司副司長、空軍飛訓部指揮官（空軍官校副校長兼任）、空軍航空技術學院校長、美國華府史汀生中心智庫博士後研究員、國防大學戰院教官及前參謀總長劉和謙一級上將辦公室少校隨員等軍職。於2020年退伍。

### 荣誉
- 陆海空军甲种二等奖章（2018年4月2日颁授[6]）
- 四等宝鼎勋章（2020年4月27日于台北颁授[7]）

獲頒授各式勳章、獎章計42座

## 學術生涯
著有學術專書：《自然科學概論》大學用書、《台灣會有戰爭？台灣的安全戰略》、《中華民國軍事安全戰略》、《當前中共周邊區域戰略之策劃與實踐》、《國防通識教育》、《軍事專業倫理與實踐》及《大專國文選》，著作豐富。研究專長涵蓋西洋政治哲學、國際關係、政策評估及中國近代史等。除了學術界貢獻顯赫，軍績紀錄亦輝煌，畢業於空軍幼校、空軍官校63期、政戰學校（今國防大學政治作戰學院）政治系法學碩士、博士，空軍指揮參謀學院畢業、戰爭學院畢業，在國軍各階段軍事教育（軍官基礎教育、養成教育、專業教育、進修教育、深造教育）五度以總成績第一名畢業，學術成果輝煌。
亦為全中華民國空軍史上首位在現役時就具有正教授資格的空軍將領第一人，也是兩岸第一位現役時獲得碩博士學位，指揮參謀學院、戰爭學院畢業，具有完整學經歷的正教授。
曾獲董事會提名出任高苑科技大學校長，成為國內首度有提名備役中將出任私立科大校長的紀錄，但因董事會資源不足而短暫出任校長職務，教育部表示：「原則尊重」，最後改由遠東科技大學餐旅學院院長陳天惠教授借調出任。

### 學術論文
- 張延廷（2022）。近期中共在我海域軍演狀況研析。展望與探索，20(9)，8-12。
- 張延廷（2021）。中俄2021海上聯合軍演的政治意涵。遠景論壇，85，1-3。
- 張延廷（2020）。共機常態性擾臺戰略意涵與國人抗敵意志之研究—以2020年為例。新世紀智庫論壇，92，46-57。
- 霍守業、陳蒿堯、王尊彥、鍾志東、陳嘉生、余宗基、馬振坤、李哲全、劉蕭翔、陳鴻鈞、蘇紫雲、沈明室、張延廷、林正義（2019）。解構中國大陸採孫子兵法對美「印太戰略」之應對策略。中共研究，53(4)，93-135。
- 馮世寬、沈明室、馬振坤、張延廷、林正義（2019）。解構習近平之「強軍夢」：「兩個西進」總觀察。中共研究，53(1)，63-112。
- 馮世寬、劉廣華、荊元宙、黃介正、徐彥齊、余宗基、沈明室、張國城、張延廷、連弘宜、林碧炤、邱稔壤（2018）。從「軍改」後探究習近平軍事戰略轉型目標。中共研究，52(3)，99-139。
- 張延廷（2013）。抗戰時期「美國第十四航空隊及中美空軍混合團」貢獻與影響。中華軍史學會會刊，18，157-202。
- 張延廷（2012）。東南亞現況發展與中國大陸的區域戰略。空軍學術雙月刊，626，26-45。
- 吳文君、李慧文、張延廷（2011）。軍事院校實施英語分級分班教學的問題探討與研究—以航技學院二技生為例。航空技術學院學報，10(1)，201-211。
- 張延廷（2011）。當前中共對外策略之分析。空軍軍官，158，18-28。
- 張延廷（2011）。中亞發展現況與中國大陸在該區的區域戰略。空軍學術雙月刊，623，3-24。
- 張延廷（2011）。南亞現況發展與中國在該區之區域戰略。空軍學術雙月刊，622，3-24。
- 張延廷（2011）。東北亞現況發展與中國在該區之區域戰略。空軍學術雙月刊，621，34-55。
- 張延廷（2010）。中共石油安全戰略之研析。空軍學術雙月刊，615，3-19。
- 張延廷（2009）。當前中共對臺戰略之研究。空軍學術雙月刊，608，3-18。
- 張延廷（2009）。我國國家安全目標與國家戰略之芻議。空軍學術雙月刊，610，3-22。
- 曾源淵、張延廷（2006）。新世紀美國東亞安全戰略的「軍事後勤」思維。國防雜誌，21(3)，5-19。
- 張延廷（2005）。國軍「三安政策」發展策略與努力方向。後備動員軍事雜誌，74，109-122。
- 張延廷（2005）。淺論中共對高技術局部戰爭之體認。國防雜誌，20(12)，111-119。
- 張延廷（2002）。中美空軍聯合抗日之初期歷程。空軍學術月刊，553，91-99。
- 趙明義、張延廷（1998）。南海諸島主權爭端論析。軍事社會科學半年刊，1，1-25。
- 張延廷（1997）。由兩岸軍事衝突的可能性析論兩岸應有的互動原則。俄情雜誌，6(3)，21-31。
- 張延廷（1996）。中共國防戰略走向對臺灣的影響。空軍學術月刊，476，39-52。
- 張延廷（1996）。由正義思潮論現代社會應有的公道。復興崗論文集，18，81-101。
- 張延廷（1995）。釣魚臺的主權爭執。問題與研究，34(7)，12-23。
- 張延廷（1994）。由中共的武力犯臺企圖論中華民國應有的安全原則。國防雜誌，10(4)，53-60。
- 張延廷（1994）。軍事武力於國際環境中的國家利益角色。空軍學術月刊，456，43-53。
- 張延廷（1994）。抗戰時期「美國駐華航空特遣隊」的角色與貢獻。空軍學術月刊，454，65-75。
- 張延廷（1994）。抗戰時期「中國空軍美國志願大隊」的角色與貢獻。空軍學術月刊，449，71-81。
- 張延廷（1994）。克里特島空降作戰之研究。空軍學術月刊，446，26-30。
- 張延廷（1994）。中山先生「全民政治」理念的政治功能。復興崗學報，51，61-86。
- 張延廷（1993）。戰爭之道與軍事武力的功能。國防雜誌，9(10)，11-17。
- 張延廷（1993）。抗日時期中、美軍事合作演進。國防雜誌，9(5)，65-73。
- 張延廷（1993）。國父全民政治的主張及其思想淵源。革命思想，75(6)，7-20。
- 張延廷（1992）。知識份子的時代角色。當代青年，2(2)，33-35。
- 張延廷（1990）。現代社會的價值變遷與正義論題。社會建設，76，6-12。
- 張延廷（1990）。民生主義的社會福利思想與社會政策。社會建設，73，12-22。
- 張延廷（1989）。民生史觀與唯物史觀的比較。革命思想，67(2)，14-23。
- 張延廷（1989）。三民主義是時代思想的主流。中華文化復興月刊，22(3)，6-13。
- 張延廷（1989）。中共策略運用之研究。中共研究，23(10)，43-48。
- 張延廷（1988）。生生不息的現代觀：國父民生哲學初探。國魂，528，44-47。
- 張延廷（1983）。實踐「全民政治」的考量因素。復興崗學報，11，115-142。
- 張延廷（1982）。臺灣地區光復後經濟發展的歷程與展望。復興崗學報，10，227-243。

## 政治生涯
2023年11月19日，中國國民黨中央委員會提名2024年中華民國立法委員選舉不分區立法委員的軍系立法委員，原本是四搶一局面，共有四位人選，包含：前國防大學校長陳永康上將、前空軍官校校長張延廷中將及田在勱中將、時任黃復興黨部主委的前聯勤司令季麟連上將四人，最後由陳永康勝出。
2024年8月2日，張延廷率直表示，要選立委可以，像他這樣的履歷是很少見的，他曾在美國智庫當過博士後研究，還是教育部的正教授，獲得國家勳章、獎章42座，軍事教育五度總成績第一名畢業，相信立委中也是無人能出其右。他更自豪曾在兩岸危險時刻，飛過境大陸，被解放軍的米格機追過，他有45年空軍資歷，相當完整。他雖說戶籍在松山區，但他保持彈性，每天都在跑行程、練投球。為何有參選從政意願？張延廷說因他希望臺灣更好，希望下一代更好，臺灣快不行了，社會應該少一點黑暗，他任軍官38年多，每天大概看了10萬字的資料，寫了1000多篇社論在媒體報章雜誌。要知道社會的崩壞不是壞人可惡，是好人的沉默，不能縱容壞人。對於國民黨的三大期許，一、他認為應該要成立特偵組，二、國民黨若執政要立刻舉行國是會議，三、國民黨若執政，總統每3個月都要開記者招待會，與民眾站在一起，朝野主席要對話。

2025年2月7日，張延廷出任罷免民進黨臺北立委吳沛憶連署的備補領銜人，但因其於選區內的萬華區設籍未滿4個月，不符領銜資格而導致連署被中選會退件。